# El reino del dragón de oro
El Reino del Dragón De Oro es un libro de la escritora chilena Isabel Allende, publicado en 2003. Es la segunda parte de la trilogía, Memorias del Águila y del Jaguar, iniciada con La ciudad de las bestias. Esta vez, Nadia Santos y Alexander Cold acompañarán a la periodista y escritora Kate Cold al Reino Prohibido, un pequeño país imaginario situado en el corazón del Himalaya.

## Historia
Se nos relata una gran travesía en el Himalaya हिमालय, (que se traduce como nieve y lugar), donde personajes como Alexander Cold, Nadia Santos, y la abuela Kate Cold, van a ser partícipes de esta gran historia. 
En el Himalaya se visualiza la existencia de yetis, que surgen como parte de una organización prehistórica, pero que vienen siendo parte de un problema y un misterio para los humanos en la contextualización del reinado de Dil Bahadur y la existencia enigmática de una estatua valiosa.

## Espacio y tiempo
La historia transcurre durante las vacaciones de verano.
Chethan Dzong es un monasterio fortificado de los antiguos lamas que inventaron el tao-shu. Un terremoto en el siglo XIX destruyó el monasterio. Era una construcción de piedra, madera y ladrillo, con más de cien habitaciones, y que estaba pegada al borde de un precipicio. El terremoto, la nieve, el hielo y el transcurso del tiempo han erosionado gran parte del edificio, pero aún quedaban dos alas en pie, aunque en ruinas. En las ruinas del monasterio quedan raídos tapices de imágenes religiosas, cacharros y armas de monjes guerreros. Hay varias representaciones de Buda en diversas posiciones en el suelo.
El Valle de los Yetis es una meseta volcánica. Parches de áspera vegetación verde gris, tupidos arbustos y grandes hongos de varias formas y colores. Hay arroyos y charcos de agua burbujeante, extrañas formaciones rocosas y del suelo surgen altas columnas de humo blanco.
El hotel de Nueva Delhi es un palacio tallado en mármol blanco de manera extraordinaria. Los pisos están cubiertos por gigantescas alfombras de seda; los muebles son finas capas de maderas con incrustaciones de plata, nácar y marfil; sobre las mesas hay jarrones de porcelana rebosantes de flores perfumadas. Por todas partes crecen frondosas plantas tropicales en maceteros de cobre repujado y hay jaulas de complicada arquitectura, donde cantan pájaros de plumaje multicolor. El palacio había sido de un maharajá, quien perdió poder y fortuna y ahora lo alquilaba a una compañía hotelera americana.
Fuerte Rojo que había sido utilizado por las tropas inglesas en la época en que la India fue colonizada. Actualmente estaba desocupado. Los turistas visitaban solo un parte de la enorme construcción. Muy poca gente conoce sus entrañas, un verdadero laberinto de corredores, salas secretas y caminos subterráneos que se extendían bajo la ciudad.
La cueva de los guerreros azules era amplia y estaba compuesta de varias bóvedas o salas. Había bultos, armas, arreos de caballos, mantas, sacos con arroz, lentejas, verduras secas, nueces y largas trenzas de ajo. En un lugar prominente habían improvisado un espeluznante altar. Sobre un cúmulo de piedras se levantaba una estatua de la temible diosa Kali, rodeada de varias calaveras y huesos humanos, ratas, serpientes y otros reptiles disecados, vasijas con un líquido oscuro, como sangre, y frascos con escorpiones negros.
- Datos: Q1659444